# Clonímero da Sérvia
Clonímero ou Clonímiro (em grego medieval: Κλονίμηρος; romaniz.: Klonímeros; em latim: Clonimerus; em latim: Клонимир), conhecido também como Clonímero Filho de Estrímero (em sérvio: Клонимир Стројимировић; romaniz.: Klonimir Strojimirović) e mais raramente como Clonímero Filho de Blastímero (em sérvio: Клонимир Властимировић; romaniz.: Klonimir Vlastimirović), foi o príncipe da Sérvia da dinastia de Blastímero, e pretendente ao trono da Sérvia. Seu pai e tio, os copríncipes Estrímero e Ginico, foram exilados à Bulgária com suas famílias após o irmãos mais velho deles Mutímero expulsá-los e tomar o trono. Clonímero casou-se com uma nobre búlgara escolhida pelo cã Bóris I (r. 852–889), e sua esposa deu-lhe um filho chamado Tzéstlabo.
Os descendentes dos três ramos da Casa de Blastímero continuaram a disputar o trono ao longo do século, e Clonímero retornou à Sérvia em ca. 896 e tentou tomar o país de seu primo Pedro, que governava desde 891. Ele conseguiu capturar a cidade de Destínico, mas o muito mais poderoso Pedro derrotou-o e presume-se que Clonímero morreu em batalha. Seu filho Tzéstlabo mais tarde tornou-se o membro mais poderoso da dinastia, como príncipe da Sérvia de 927 a 960, unificando várias tribos na região.

Árvore genealógica da Casa de Blastímero

## Nome
No Sobre a Administração Imperial, seu nome é registrado como Clonímero (em grego medieval: Κλονίμηρος), renderizado como Klonimir em sérvio (Клонимир). Seu nome foi transcrito em latim como Clonimerus e Clonimer. Seu nome é historiograficamente escrito como Klonimir Strojimirović e raramente como Klonimir Vlastimirović (Клонимир Властимировић). O nome Clonímero deriva do modo imperativo eslavo (verbo) kloniti, e o comum mir.

## Vida

Territórios sérvios no século IX

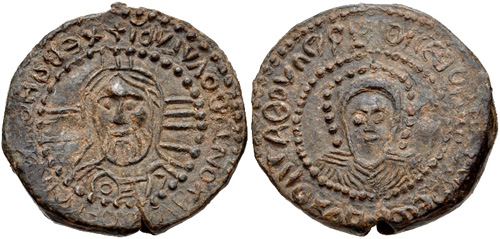
Selo de r.

A história do Principado da Sérvia e dinastia de Blastímero (610–960) é registrada na obra Sobre a Administração Imperial, compilada pelo imperador Constantino VII (r. 913–959). Blastímero, fundador epônimo da dinastia e príncipe sérvio (arconte) ca. 830–851, foi aliado bizantino e conseguiu devastar os búlgaros numa guerra de três anos (r. 839–842), e expandiu muito o Estado sérvio para oeste. Com sua morte, o governo foi herdado por seus três filhos, Mutímero, Estrímero e Ginico, embora o governo supremo ficou com Mutímero. Os irmãos combateram um ataque búlgaro em 853/854 (pouco após a morte de Blastímero), quando capturaram 12 grandes boilados (altos dignitários) e Vladimir, filho do cã Bóris I (r. 852–889). Os búlgaros procuraram se vingar da derrota de seu cã anterior, Presiano (r. 836–852). Os sérvios e búlgaros então fizeram a paz, e possivelmente formaram uma aliança.
Uma disputa eclodiu entre os irmãos. Mutímero quis a liderança e Estrímero e Ginico resistiram, mas foram capturados e exilados à Bulgária, onde foram mantidos como reféns na corte de Plisca após 855/856. Segundo V. Ćorović, Bóris quis ganhar influência sobre a Sérvia e ajudou aqueles que podiam ficar ao lado dos búlgaros em vez dos bizantinos, e assim graciosamente recebeu-os, mantendo-os como armas para suas necessidades. Evidência disso está na escolha por Bóris de uma nobre búlgara para casar com Clonímero, filho de Estrímero. Parece que as famílias exiladas foram bem tratadas, com respeito a seu estatuto. Mutímero não exilou todos os seus familiares, mantendo seu sobrinho Pedro, filho de Ginico, na corte sérvia por razões políticas, embora Pedro mais tarde temeu o destino de seu pai e escapou à Croácia. Os descendentes dos filhos de Blastímero continuaram a luta pelo trono. Um evento importante foi a cristianização dos sérvios que começou em 870, seguido por forte influência política e cultural do Império Bizantino.
Com a morte de Mutímero em 890/891, o governo da Sérvia foi herdado por seus três filhos Pribéstlabo, Brano e Estêvão, chefiados pelo mais mais velho, Pribéstlabo. Contudo, o reinado de Pribéstlabo durou menos de um ano, terminando quando seu primo Pedro retornou a Sérvia da Croácia e ganhou uma batalha contra ele. Pedro adquiriu o trono sérvio em ca. 892. Os filhos de Mutímero deixaram a Sérvia rumo a Croácia, onde procuraram refúgio e ajuda. Em ca. 894, Brano tentou derrubar Pedro com ajuda croácia, mas foi mal sucedido; ele foi capturado e cegado (à bizantina). Em ca. 896,[a] Clonímero deixou a Bulgária e marchou com um exército à Sérvia, entrando na cidade de Destínico (em grego: Δεστινίκον), com a intenção de tomar o trono. A localização exata da cidade é incerta, pois o Sobre a Administração Imperial apenas lista-a como uma das 8 cidades fortificadas (castros) da Sérvia batizada (não contando aqueles dos principados sérvios marítimos). Clonímero foi provavelmente apoiado pelos búlgaros, que mostra que Pedro teve relações com a Bulgária. Contudo, Clonímero foi mal-sucedido, e Pedro matou-o. Um pouco depois, Pedro foi reconhecido como governante da Sérvia pelo czar Simeão I (r. 893–927), resultando numa paz e aliança de 20 anos.

## Rescaldo

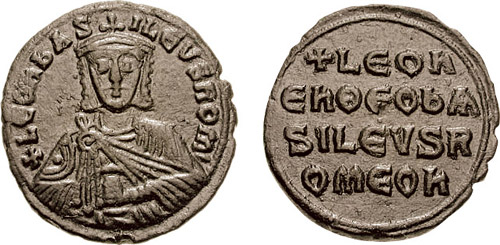
Fólis de Leão VI

Pedro governou em paz com os búlgaros, embora provavelmente não estava feliz com sua posição subordinada, e pode ter sonhado e readquirir sua independência. Sua situação e as guerras de sucessão dos três ramos da dinastia foi jogado como um parte chave da vindoura guerra bizantino-búlgara. Contudo, segundo Sobre a Administração Imperial, Pedro governaria sob a suserania do imperador Leão VI, (r. 886–912). O filho de Clonímero, Tzéstlabo, foi enviado com ajuda búlgara para conquistar a Sérvia em 924. Os búlgaros enganaram-o e anexaram a Sérvia, ocupando-a até Tzéstlabo retornar do exílio em 927 após a morte de Simeão e conseguir controle do país numa aliança bizantina.